# Køge
Køge [köje] je historické město a přístav na východním pobřeží dánského ostrova Sjælland, asi 35 km jihozápadně od Kodaně. Město je důležitý dopravní uzel železnic i silnic. V lednu 2023 zde žilo 38 588 obyvatel.

## Historie
Město se poprvé písemně připomíná roku 1288, kdy získalo tržní a městská práva, bylo už v pozdním středověku významným obchodním střediskem. V letech 1608–1615 zde bylo za čarodějnictví odsouzeno a upáleno nejméně 15 osob. V letech 1643–1720 silně utrpělo za válek mezi Dánskem a Švédskem. Roku 1807 Britové obsadili Kodaň a v námořní bitvě u Køge se zmocnili dánského loďstva s odůvodněním, že je chtějí ochránit před Napoleonem. 
Rozvoj průmyslu ve druhé polovině 19. století znamenal výstavbu několika čtvrtí moderního města.

## Doprava
Køge je významný železniční uzel a je konečnou stanicí předměstské dráhy z Kodaně. V roce 2018 byla otevřena vysokorychlostní trať z Kodaně do Ringstedu se zastávkou na nádraží Køge-Nord. Blízko města se setkávají tři evropské silnice, E20, E47 a E55.

## Pamětihodnosti
V ulicích historického jádra města se zachovala řada starých domů, včetně nejstaršího hrázděného domu v Dánsku z roku 1526.
- Køge Tørg je rozlehlé historické náměstí zvané trh; má plochu téměř 1 ha, hrázděné domy z 16.-18. století a františkánský klášter; trhy se konají ve středu a v sobotu.
- Kostel svatého Mikuláše je gotická stavba s jednou věží v průčelí, jež sloužila také jako maják.
- Bývalý františkánský klášter
- Radnice je renesanční, převážně z roku 1552, slouží stále svému účelu.
- bronzový pomník Frederika VII. z rodu Oldenburků, posledního absolutisticky vládnoucího krále
- Muzeum je věnováno městské a regionální historii, vystavuje mj. Miniby, přesný model města z roku 1865
- KØS muzeum vystavuje modely a umění pro veřejný prostor

### Okolí
- královský zámek Vallø - barokní vodní zámek z roku 1708 je situovaný na ostrově, 7 km od Koge, stojí na místě hradu z konce 13. století

## Galerie

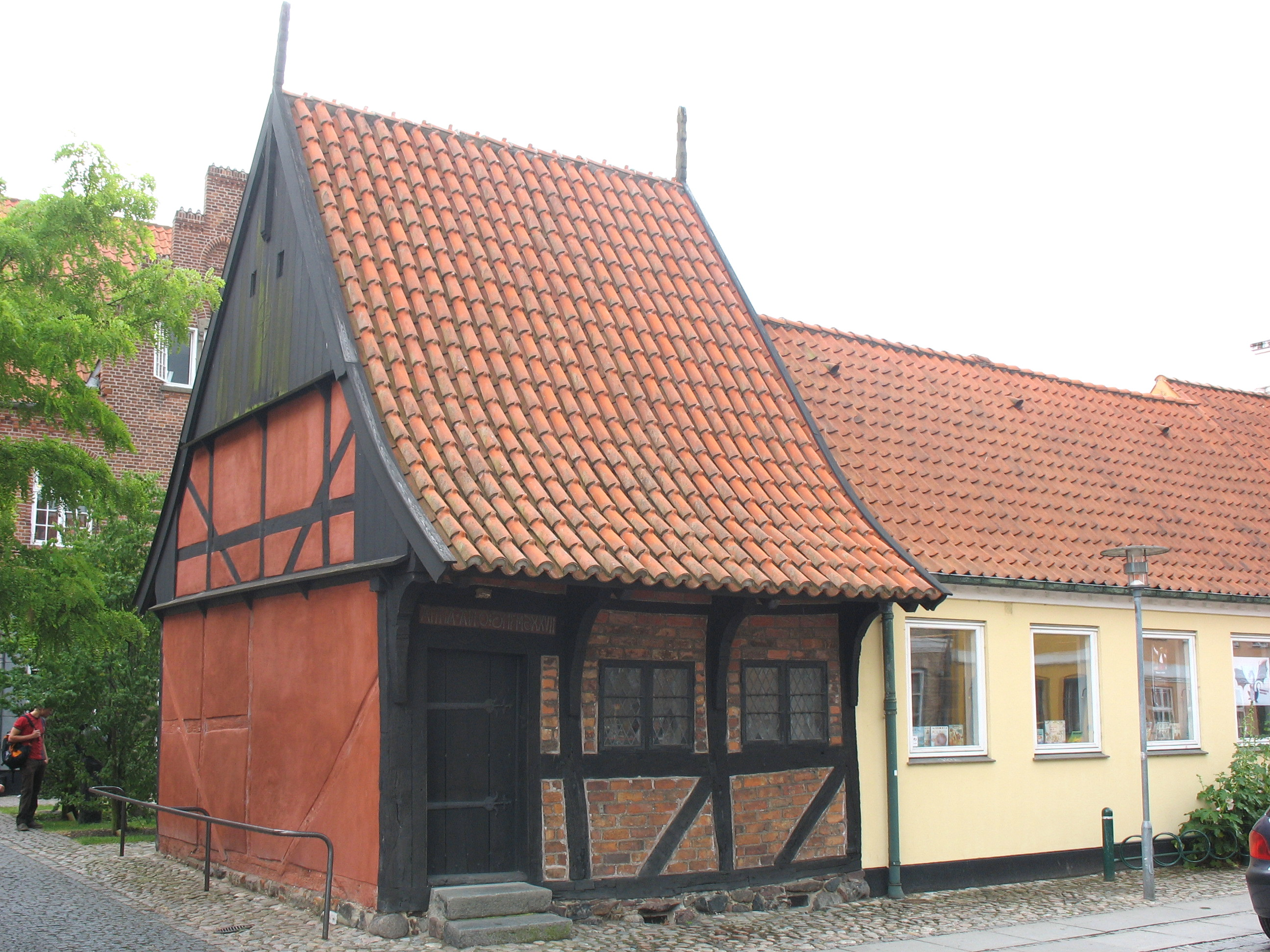
Nejstarší hrázděný dům
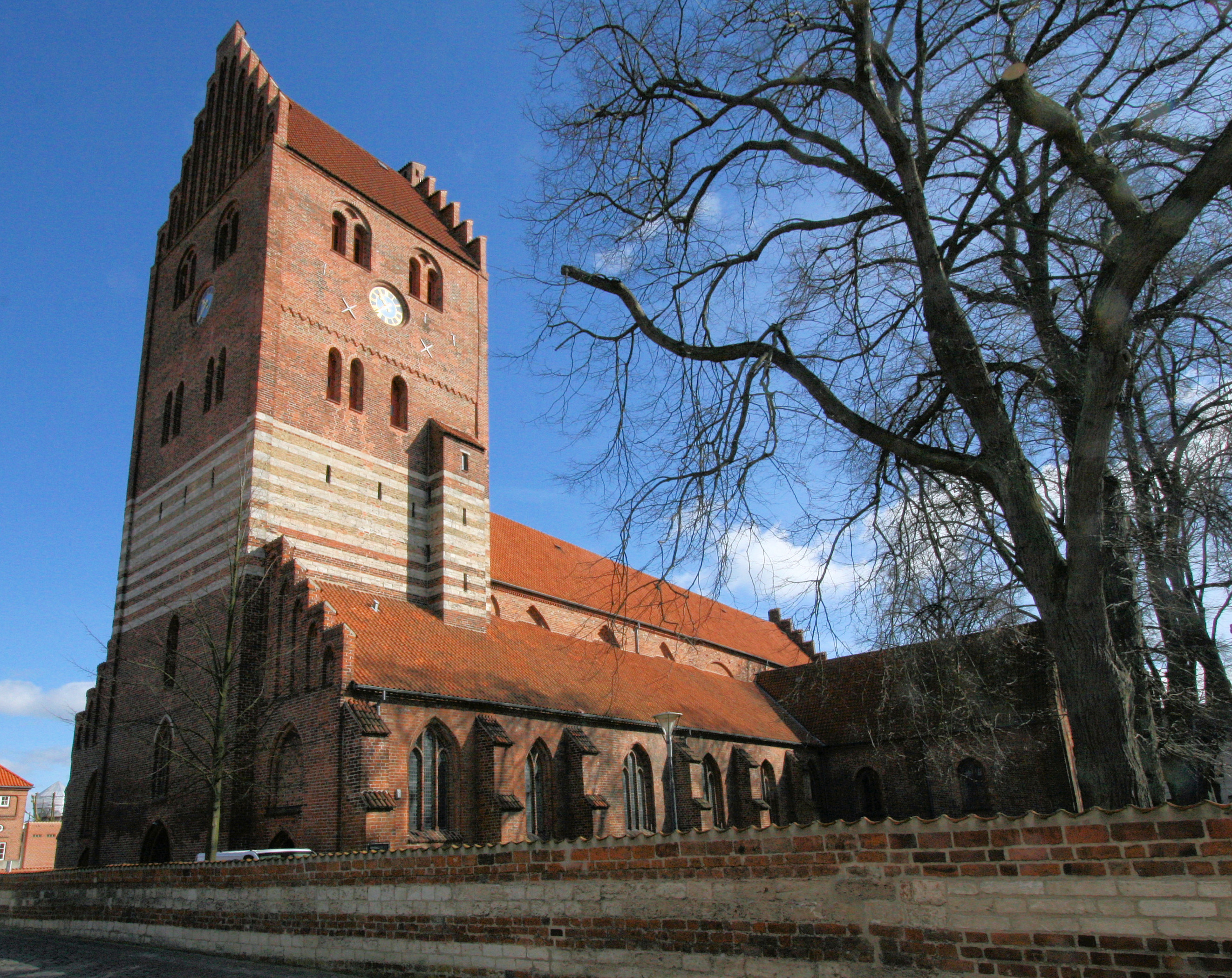
Kostel sv. Mikuláše
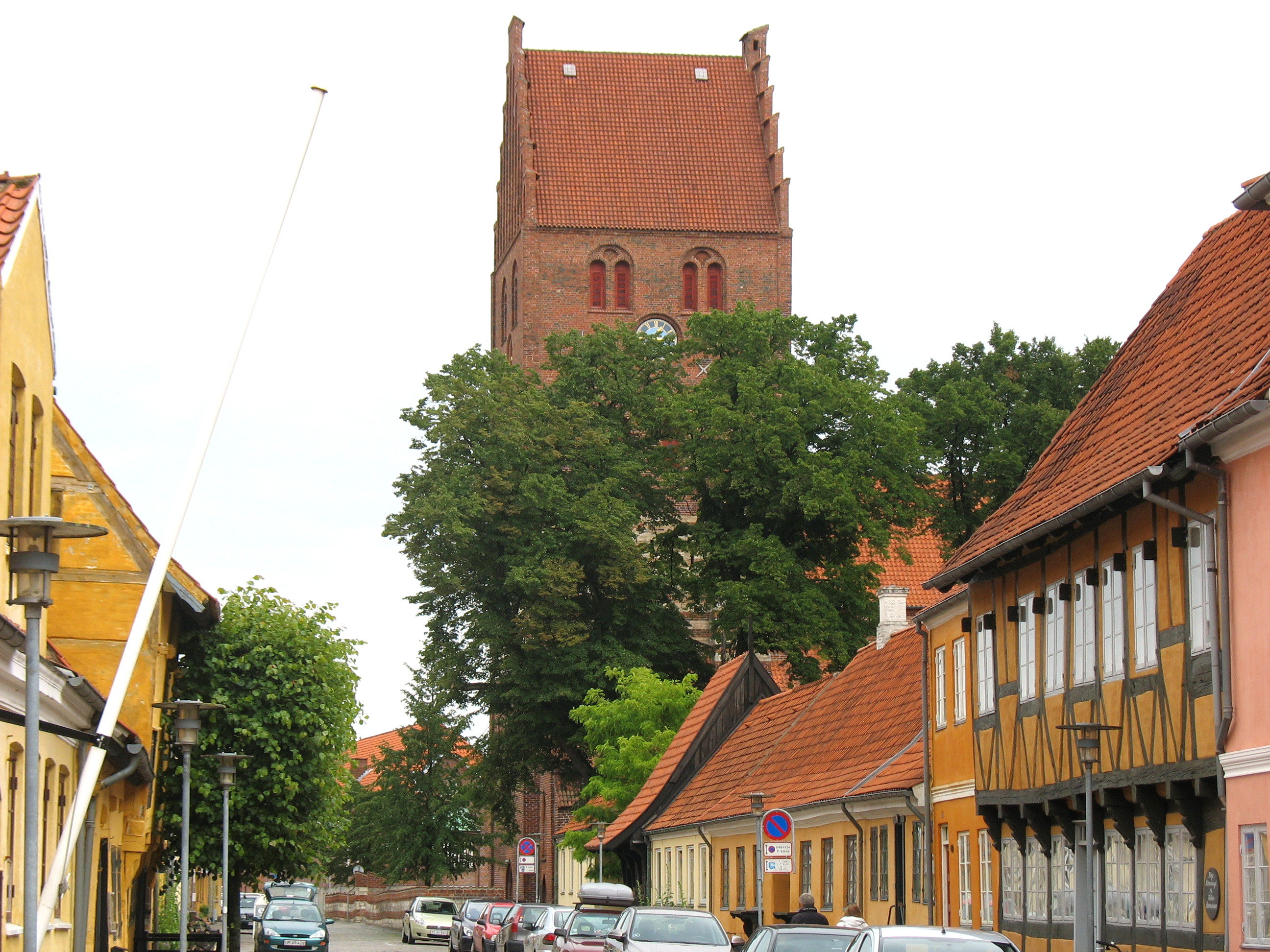
Kirkestræde (Chrámová ulice)
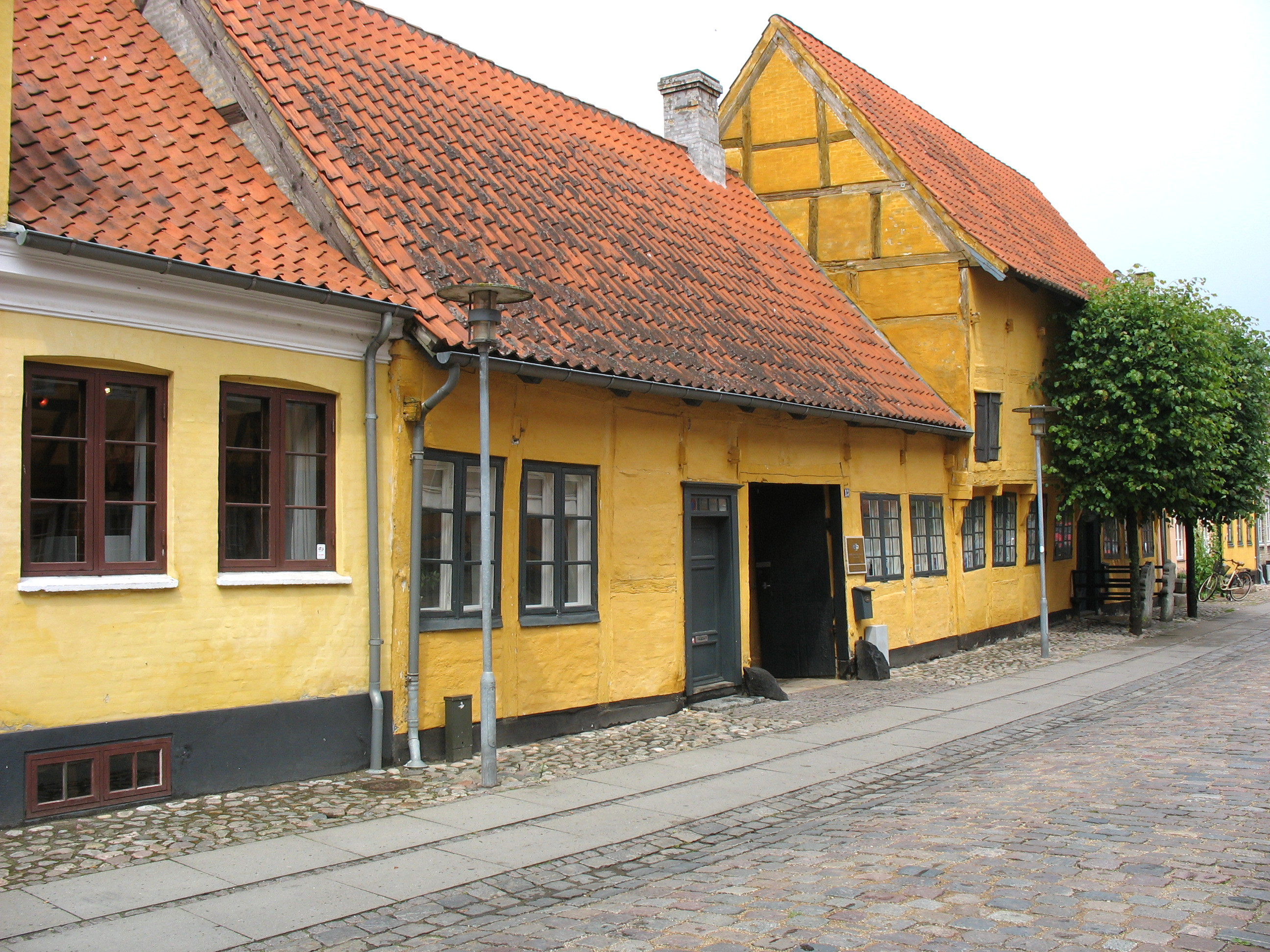
Kirkestræde
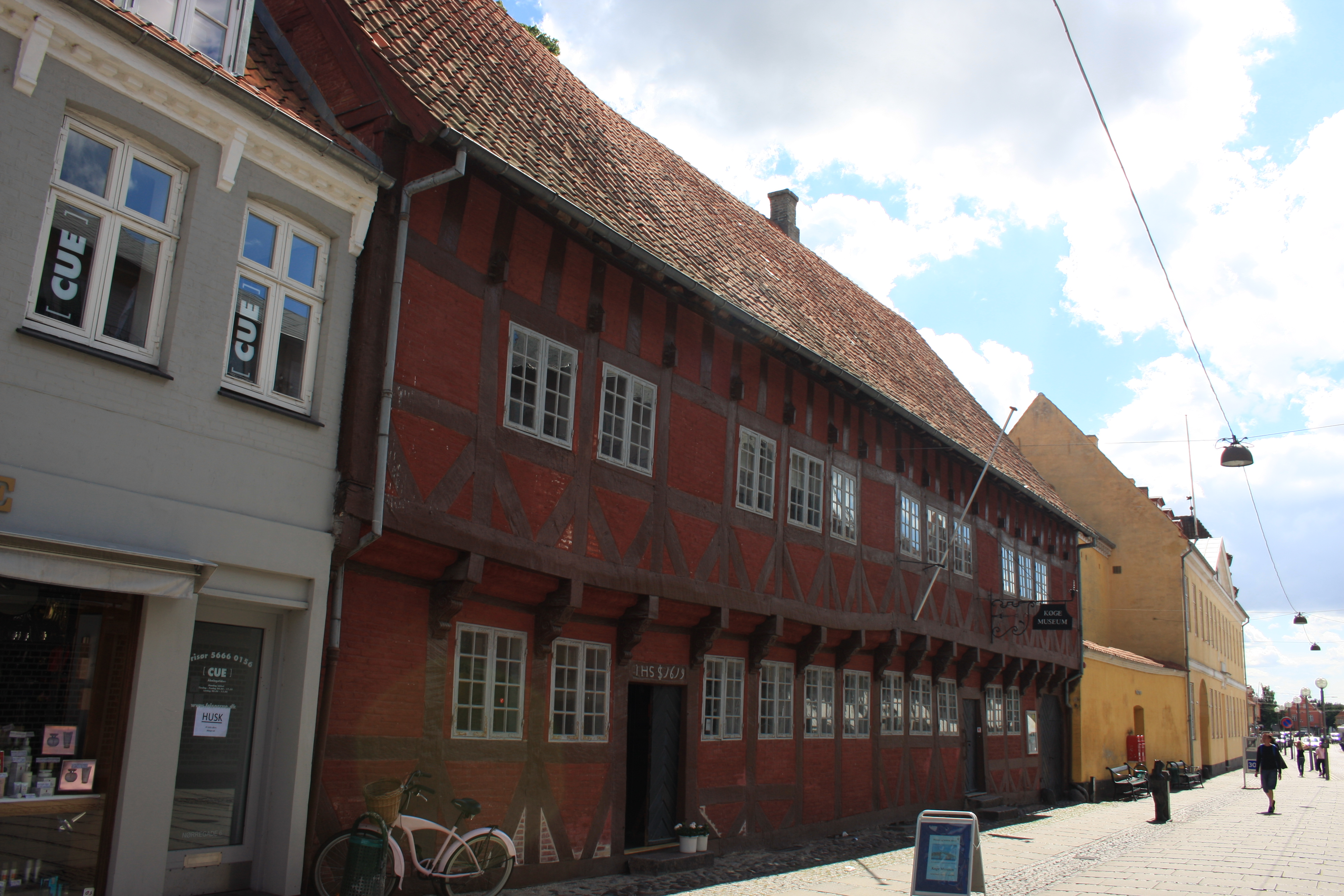
Historické muzeum
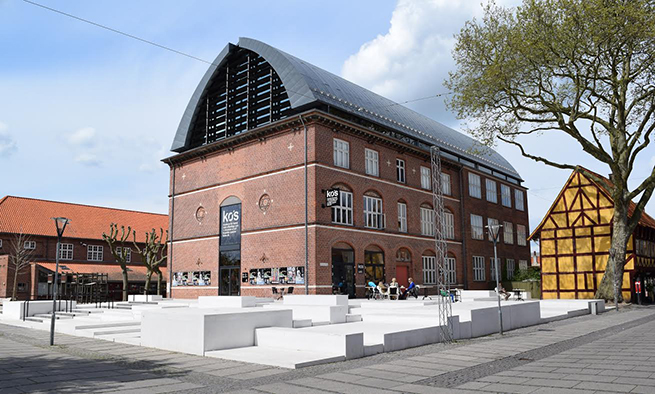
KØS muzeum umění
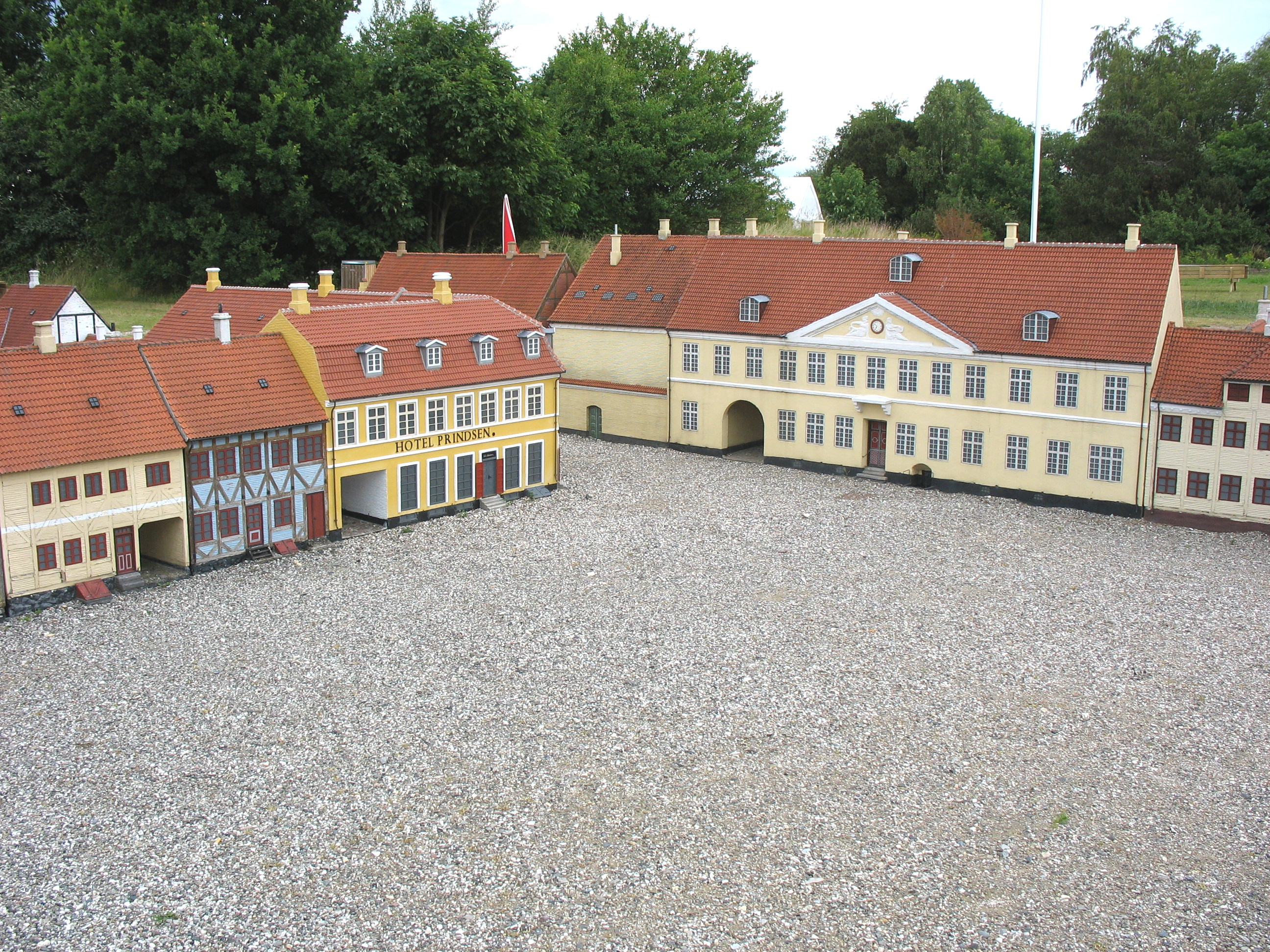
Miniby
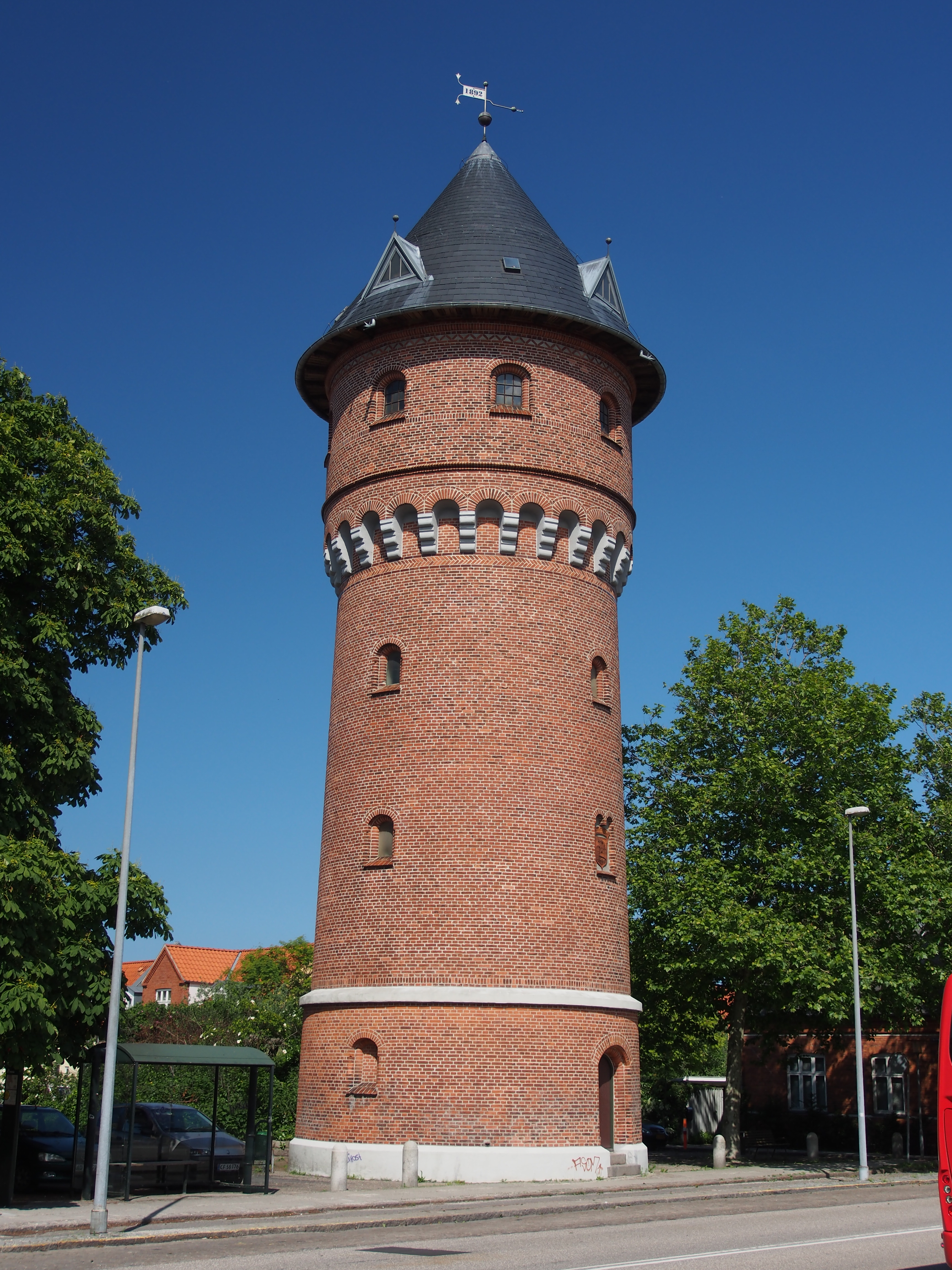
Věž vodárny
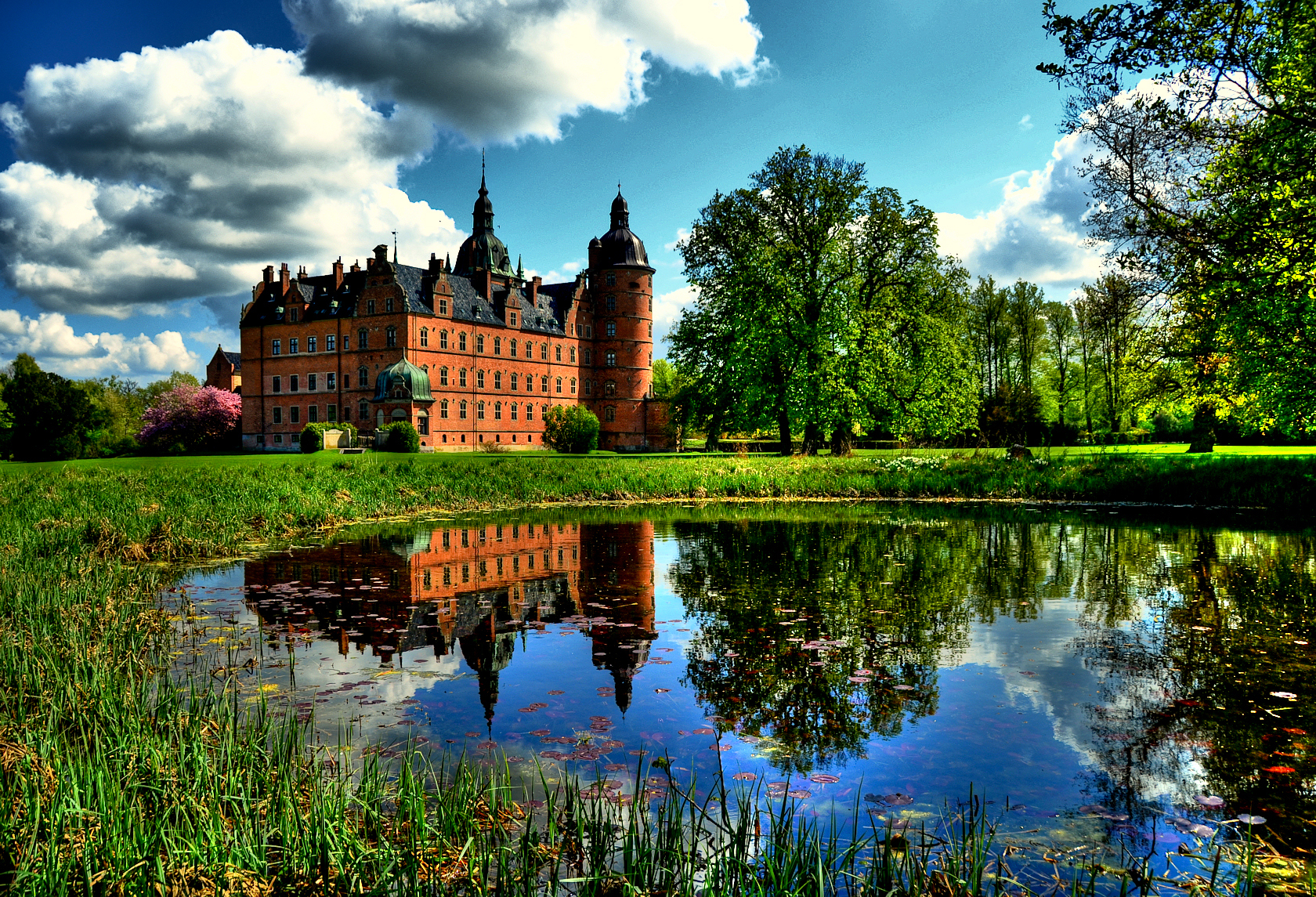
Zámek Vallø